# Gheorghe Scrieciu
Gheorghe Scrieciu (n. 11 septembrie 1932) a fost un deputat român în legislatura 1990-1992, ales în județul Dolj pe listele partidului PDAR.